# Sphodros rufipes
Sphodros rufipes és una espècie d'aranya del subordre de les migalomorfs, de la família dels atípids (Atypidae). És anomenada red legged purseweb spider als Estats Units; la paraula llatina rufipes fa referència a les potes vermelles. És endèmica dels Estats Units.

## Distribució
Aquesta aranya és endèmica dels Estats Units. Es troba a Rhode Island, Nova York, Maryland, Washington, Illinois, Tennessee, Carolina del Nord, Geòrgia, Florida, Mississipi, Louisiana i a l'est de Texas. Viu més aviat al sud dels Estats Units però també ha estat fotografiada a altres llocs. Fins i tot, una observació recent mostra que aquestes aranyes també es poden trobar al Canadà.

## Descripció

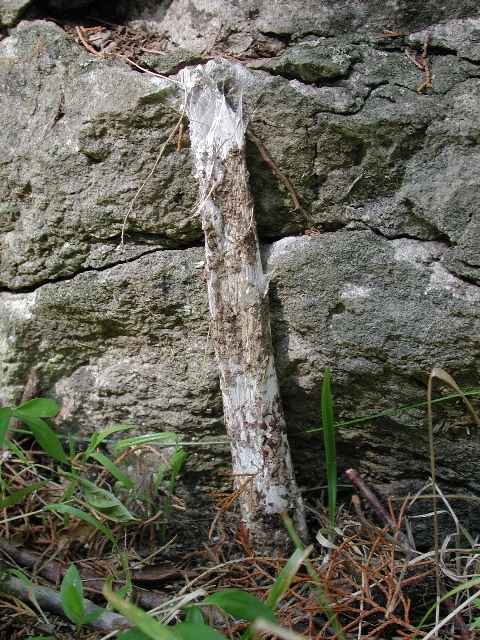
Tub d'una espècie del gènere Sphodros

El mascle fa uns 14,5 mm i la femella 24 mm . Sphodros rufipes és d'aparença sòlida i té el cos negre. Els mascles tenen unes potes llargues característiques, vermelles o taronja, mentre que les dels femelles són negres. Com s'observa en altres migalomorfs, els seus quelícers destaquen cap endavant.

## Etologia
Aquesta aranya té una mètode particular de captura de preses: construeix un túnel de tela, generalment entre els arbres o a les pedres. S'amaga en aquest túnel i espera que insectes passin per dalt o es posin sobre la seva superfície; llavors, els mossega a través de la tela i els porta a l'interior del seu refugi, on els consumirà després que els enzims injectats hauran fet el seu efecte. Aquesta espècie surt molt rarament de la seva tela; tan sols, per a la reproducció.
És una espècie que actualment està amenaçada per a diverses raons. Una de les principals, és que pateix els atacs de les formigues roges del foc, una espècie invasora de les regions on viu aquesta aranya.